# Kalisz Winiary
Kalisz Winiary – przystanek kolejowy w Kaliszu, w Lesie Winiarskim, w województwie wielkopolskim, w Polsce.

## Ruch pasażerski[1]
| Rok  | Wymiana pasażerska na dobę |
| ---- | -------------------------- |
| 2017 | 0-9                        |
| 2018 | 0-9                        |
| 2019 | 0-9                        |
| 2020 | 0-9                        |
| 2021 | 0-9                        |
| 2022 | 0-9                        |
| 2023 | 0-9                        |